# أبناء الحرية

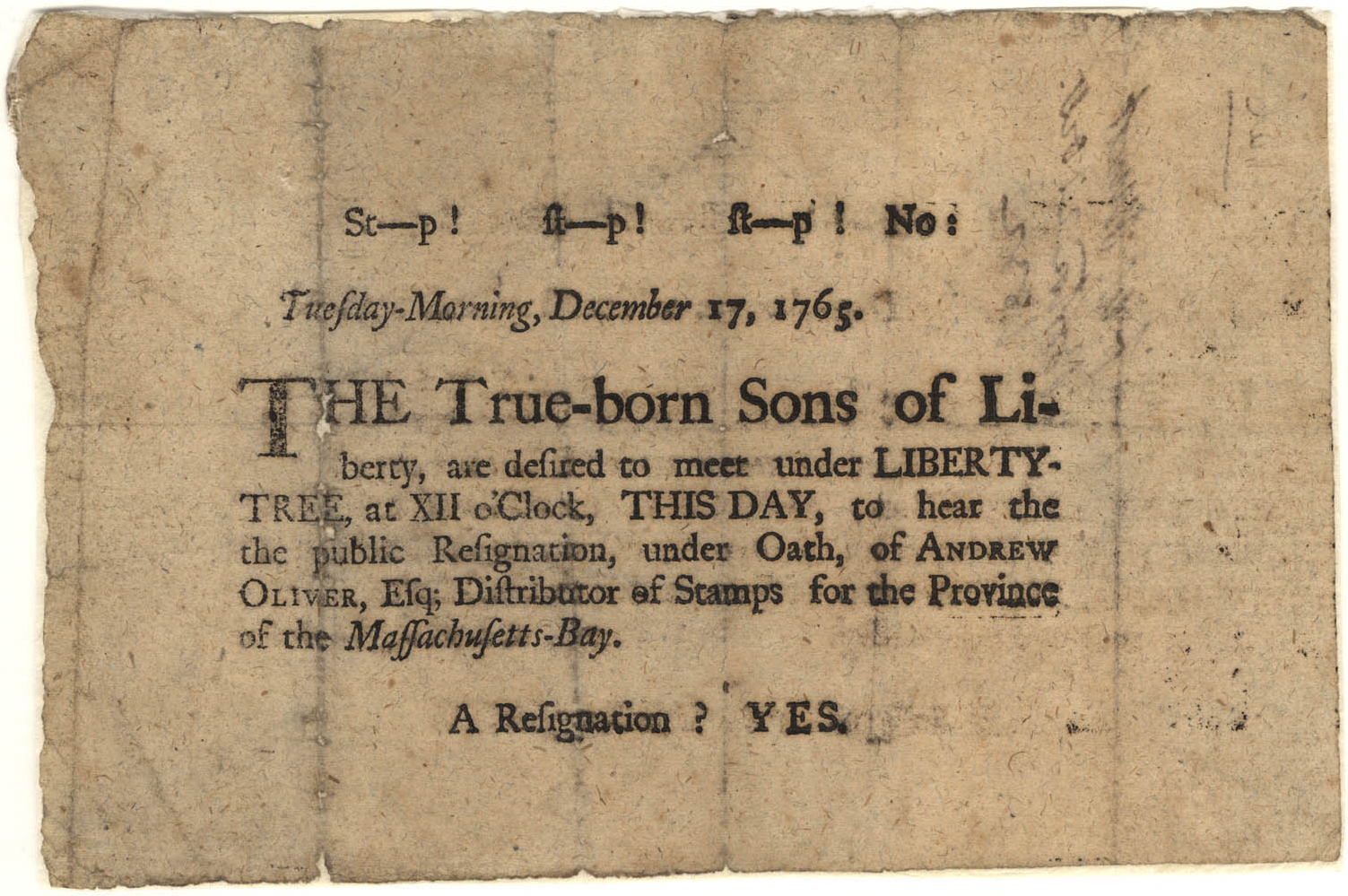
ملصق لمجموعة أبناء الحرية يعود لعام 1765.

أبناء الحرية (بالإنجليزية: Sons of Liberty)‏ كانت مجموعة من ملاك الأراضي الأمريكيين تشكلت في المستعمرات الثلاثة عشرة. تشكلت هذه المجموعة السرية لحماية حقوق المستوطنين ولمحاربة الضرائب التي تفرضها الحكومة البريطانية، وينسب إليهم القيام بحفلة شاي بوسطن في عام 1773 كرد فعل على ضرائب جديدة من قبل الحكومة البريطانية، مما أدى ببريطانيا للاستجابة بإقرار ما يعرف باسم قرارات لا تطاق على المستعمرات الأمريكية.